# Oscar et Daphné
Oscar et Daphné est une émission de télévision française pour la jeunesse de Marie-France Brière présentée par les chiens Oscar et Daphné et diffusée le samedi matin à 8 h 30 sur Antenne 2 de mars 1990 à juin 1991.

## Principe de l'émission
Marie-France Brière succède à Christophe Izard à la tête de l'unité jeunesse d'Antenne 2 en 1990 et remplace Calin Matin par cette nouvelle émission qui met en scène deux petits chiens de race Carlin, l'un noir nommé Oscar, et l'autre beige nommée Daphné, à qui les enfants viennent chanter des chansons et lire des poèmes.

## Dessins animés
- Bouli
- Hello Kitty
- Les amis de Méthanie
- Jeannot le Chat (James the Cat (en))